# Damian Dalu
Damian Dalu (* 26. April 1955 in Kiponzelo, Tansania) ist ein tansanischer Geistlicher und römisch-katholischer Erzbischof von Songea.

## Leben
Damian Dalu empfing am 15. November 1984 das Sakrament der Priesterweihe für das Bistum Geita.
Am 14. April 2000 ernannte ihn Papst Johannes Paul II. zum Bischof von Geita. Der Erzbischof von Daressalam, Polycarp Kardinal Pengo, spendete ihm am 30. Juli desselben Jahres die Bischofsweihe; Mitkonsekratoren waren der Bischof von Iringa, Tarcisius Ngalalekumtwa, und der Bischof von Shinyanga, Aloysius Balina.
Papst Franziskus ernannte ihn am 14. März 2014 zum Erzbischof von Songea. Die Amtseinführung fand am 18. Mai desselben Jahres statt.